# 로미스 히르타
로미스 히르타(Lomis hirta)는 번버리에서 배스 해협까지의 오스트레일리아 남부 지역의 연안대에서 서식하는 게를 닮은 갑각류이다. 로미스과(Lomisidae)의 유일종이다.